# Blessed Are the Sick
Blessed Are the Sick este al doilea album de studio al formației americane de death metal Morbid Angel. Spre deosebire de Altars of Madness, acesta este influențat de muzica clasică, albumul fiindu-i dedicat lui Mozart de către chitaristul Trey Azagthoth. Melodiile 9, 10 și 12 au fost preluate de pe albumul demo⁠(d) Abominations of Desolation⁠(d) (1986) și reînregistrate.
Coperta albumului este pictura „Les Trésors de Satan” de Jean Delville⁠(d).
Albumul a fost reeditat în 2009 sub forma unui Digipak⁠(d) în format DualDisc⁠(d). Partea CD conține versiunea audio originală, iar partea DVD conține un documentar.

## Lista pieselor
Toate versurile sunt scrise de David Vincent., Toate melodiile sunt compuse de Trey Azagthoth, cu excepția melodiei "Desolate Ways" (compusă de Richard Brunelle).
| Nr. | Titlu                                   | Lungime |  |
| 1.  | „Intro” (instrumental)                  | 1:27    |  |
| 2.  | „Fall from Grace”                       | 5:13    |  |
| 3.  | „Brainstorm”                            | 2:34    |  |
| 4.  | „Rebel Lands”                           | 2:41    |  |
| 5.  | „Doomsday Celebration” (instrumental)   | 1:49    |  |
| 6.  | „Day of Suffering”                      | 1:54    |  |
| 7.  | „Blessed Are the Sick/Leading the Rats” | 4:47    |  |
| 8.  | „Thy Kingdom Come”                      | 3:24    |  |
| 9.  | „Unholy Blasphemies”                    | 2:10    |  |
| 10. | „Abominations”                          | 4:27    |  |
| 11. | „Desolate Ways” (instrumental)          | 1:40    |  |
| 12. | „The Ancient Ones”                      | 5:53    |  |
| 13. | „In Remembrance” (instrumental)         | 1:25    |  |

## Membrii formației
- David Vincent – bas, voce
- Trey Azagthoth – chitară, clape
- Richard Brunelle – chitară
- Pete Sandoval – tobe

### Personal
- Tom Morris - inginerie, mixaj